# Cavaliere ereditario

Corona araldica di cavaliere ereditario per il Regno d'Italia

Corona araldica di cavaliere ereditario per l'Impero Austro-Ungarico, il Regno di Spagna e il Regno di Portogallo

Cavaliere ereditario è un titolo nobiliare molto peculiare, concesso nell’Impero austriaco, in Spagna, Portogallo, in Italia nei territori soggetti a dominazione austriaca o spagnola (in particolare in Lombardia, Trentino, Alto Adige, Veneto, Friuli Venezia Giulia, Sicilia e Sardegna), prevalentemente in favore di tutti i maschi di una famiglia.
In base al regolamento della Consulta Araldica Italiana il titolo di cavaliere ereditario è il più basso della gerarchia, posto ad un livello immediatamente inferiore a quello di nobile cittadino. Al contrario, nei paesi di lingua tedesca che hanno fatto parte del Sacro Romano Impero (ovvero Austria, Ungheria, Cechia, Slovacchia, Paesi Bassi) il titolo di cavaliere ereditario (Edelfrei) è superiore a quello di nobile e si colloca per rango ad un livello immediatamente inferiore a quello di barone, perché di  diretta concessione imperiale, inoltre fino all'Ottocento il Cavaliere del Sacro Romano Impero godeva spesso di una signoria sovrana. Stessa cosa vale per Spagna e Portogallo, in cui il cavalierato ereditario ha rango inferiore a quello di barone, ma superiore a quello di patrizio e nobile cittadino.

## In Sicilia
In Sicilia gli attuali cavalieri ereditari discendono dai militi regi, titolo che fino al XV secolo fu usato per designare una dignità feudale di grado inferiore rispetto al barone e, successivamente, divenne riconoscimento puramente onorifico. Dall'inizio del XVI secolo invalse l'uso di appellare cavalieri gli ultrogeniti di famiglie che godevano di titoli maggiori. In Sicilia i cavalieri derivano dall'Ordine del Cingolo perché investiti direttamente dal re. La trasmissione del cavalierato era diretta a tutti i discendenti, talvolta agli eredi di ambo i sessi. Successivamente il titolo fu abbandonato con l'introduzione del titolo di marchese, duca, principe. I pochi che non si elevarono a tali titoli mantennero il cavalierato. Tra queste famiglie della aristocrazia feudataria, poi latifondista, si ritrovano i Natoli, Tripoli, i Paternò, gli Zito. 
Alla famiglia Natoli venne concesso il cingolo Militare, con il titolo di Cavaliere, dal re Carlo V, Cavaliere del Sacro Romano Impero, poiché a proprie spese il 4 maggio 1523 armò due galee per fronteggiare nel mar Adriatico i nemici che attaccavano il Vaticano.
Guido Roberti Tripoli partecipa alla quinta crociata tra il 1219 e il 1222 venendo nominato vescovo di Tripoli. I suoi discendenti assumono la denominazione da Tripoli, poi semplicemente Tripoli. Nel 1420 un Alberto Tripoli si allontana da Reggio nell'Emilia in seguito agli sconvolgimenti che dilaniano la città, assume feudi nel palermitano e nel messinese, ha inizio il ceppo siciliano della famiglia con il titolo di cavaliere ereditario.
I membri della famiglia Paternò ebbero importanti cariche nell'ambito del governo della Sicilia e furono insigniti dei seguenti ordini cavallereschi: Cavalieri del Cingolo Militare e dello Speron d'Oro, dell'Ordine di Santiago di San Giacomo della Spada, del Ordine Supremo della Santissima Annunziata, dell'Insigne e reale ordine di San Gennaro, dell'Ordine Imperiale di Santo Stanislao (Russia), dell Ordine di Sant'Anna). Furono di diritto Grandi di Spagna in quanto pretori di Palermo. Alla metà del XV secolo entrarono a fare parte dell'ordine di Malta, cui diedero un Luogotenente del gran maestro dell'Ordine di Malta e tre Gran Priori.

## In Sardegna
Il titolo di cavaliere è diffusissimo in Sardegna, generalmente abbinato con la nobiltà sarda; l'insignito di questi due titoli e ogni suo discendente maschio da maschio è Cavaliere Nobile Don (seguito sempre dal nome di battesimo o dal nome e cognome, mai dal solo cognome). In epoca aragonese, infatti, oltre ai rari titoli di generoso e a quelli feudali di signore e di barone, altri non erano disponibili giacché gli aragonesi non conoscevano titolo superiore a quello di conte (titolo degli stessi Sovrani, con predicato di Barcellona) e il titolo di visconte veniva concesso o ai parenti della Casa Regnante o ad altissimi funzionari, in genere militari. Inoltre la creazione di cavalieri e nobili aveva anche la funzione di contrastare in sede parlamentare il potere della nobiltà feudale.
L'uso divenne tipico del Regno di Sardegna e fu continuato in epoca spagnola e sabauda, fino alla fusione perfetta del 1847.
I due titoli di cavaliere e di nobile potevano essere concessi insieme o, più spesso, separatamente, anche se in epoca sabauda solitamente i due diplomi erano concessi nella stessa data.
L'ordinamento dello stato nobiliare italiano riconosceva il trattamento di don e donna, fra gli altri, alle famiglie sarde decorate dei titoli di cavaliere ereditario e di nobile.
Le donne appartenenti alle famiglie di cavalieri nobili per nascita o matrimonio sono indicate come Nobile Donna (e anche qui il nome di battesimo o nome e cognome, mai il cognome da solo), poiché il titolo di cavaliere spettava solo ai maschi.
Prima del secolo XVII con il titolo di cavaliere - posposto al nome - era indicato solo colui che, insignito di tale qualifica, era stato "armato" cavaliere in un'apposita cerimonia; i suoi discendenti (in linea maschile) invece posponevano al nome (preceduto dall'appellativo corrispondente alla loro condizione) il titolo di donzell o donzella.

## In Lombardia
Il titolo di "Cavalieri ereditari dell'Impero" venne concesso nel 1663 alla famiglia Crollalanza, originaria di Piuro, dall'imperatore Leopoldo I d'Asburgo.
Per l'articolo 3 del Regio Decreto (7 giugno 1943) secondo comma il titolo di cavaliere ereditario non poteva essere più concesso ma soltanto riconosciuto agli aventi diritto se derivante da antiche concessioni. In effetti i titoli di Signore e Cavaliere Ereditario (come anche quello di Visconte), non vennero mai conferiti dai re d'Italia dopo l'unificazione italiana.

## In Piemonte
Come in Sicilia anche in Piemonte è invalso l'uso di appellare cavalieri gli ultrogeniti di famiglie che godono di titoli feudali: per i nobili piemontesi questa consuetudine fu espressamente autorizzata dalla consulta araldica.

## Araldica
In araldica questo titolo viene indicato da una corona sormontata da quattro perle (tre visibili).
Il "Cavaliere Nobile Don" sardo ha una corona sormontata da sette perle o sette punte con perle (in uso anche come corona baronale).